# دواسة

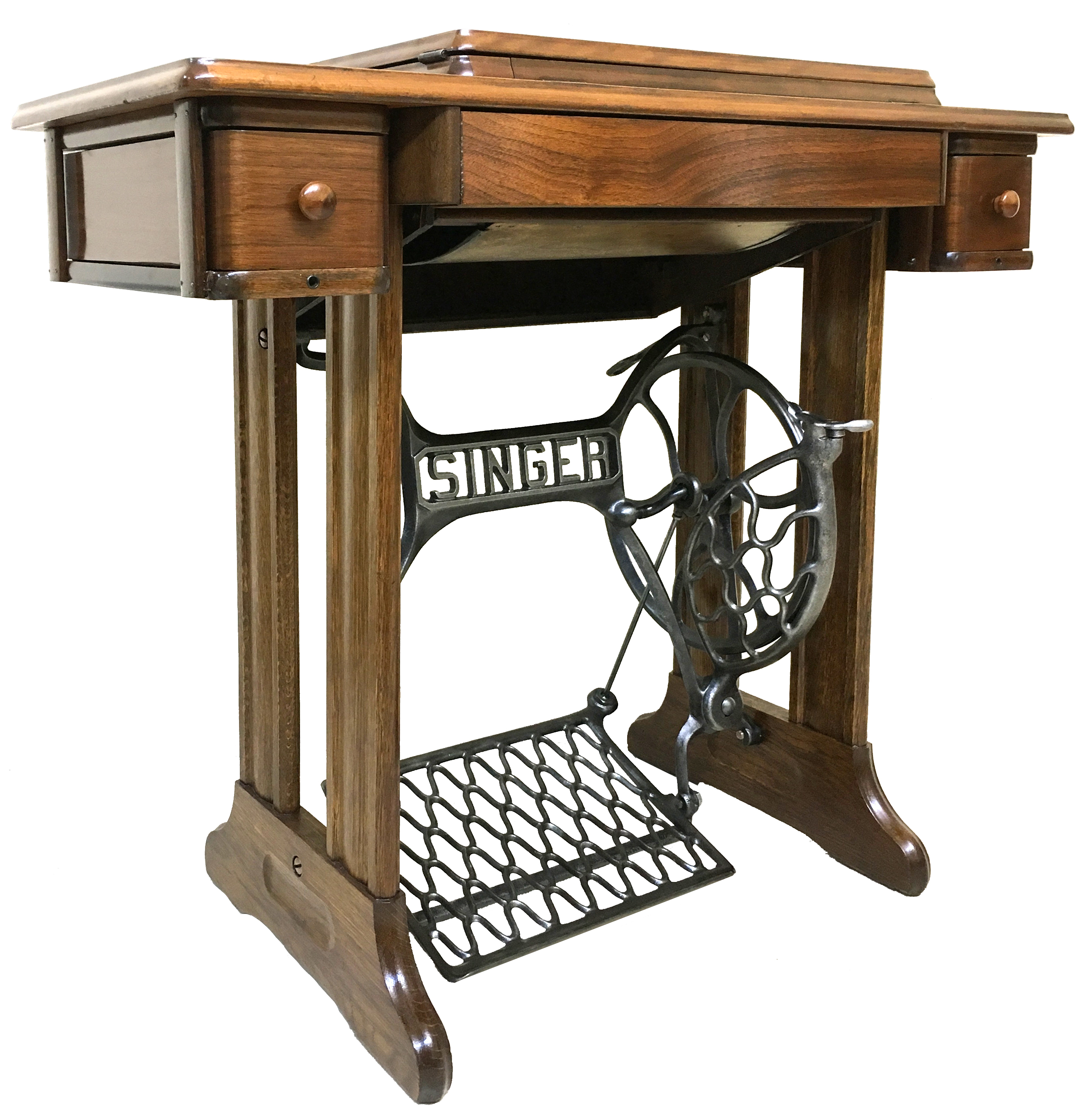
طاولة مزودة بدواسة خياطة

المِدْوَس أو الدَّوَّاسة آلية تعمل بدواسة لتحويل الحركة الترددية إلى حركة دوارة.

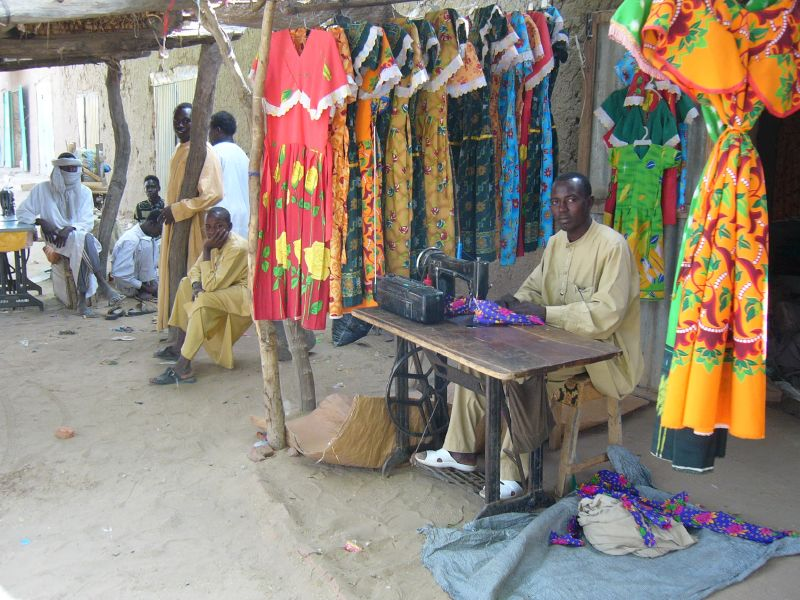
خياط في تشاد بمخيطة ذات دواسة

## نظر أيضا
- دواسة الدراجة الهوائية
- دراجة الدواسة
- مخيطة